# Profundulus portillorum
Profundulus portillorum är en fiskart som beskrevs av Wilfredo Antonio Matamoros och Schaefer 2010. Profundulus portillorum ingår i släktet Profundulus och familjen Profundulidae. Inga underarter finns listade i Catalogue of Life.